# Super Nintendo
La Super Nintendo Entertainment System, habitualmente abreviada como Super Nintendo, Super NES o SNES, es la segunda videoconsola de sobremesa de Nintendo y la sucesora de Nintendo Entertainment System. Fue lanzada en 1990 en Japón y Corea del Sur, en 1991 en América del Norte, en 1992 en Europa y Oceanía y en 1993 en Sudamérica. 
En Japón, es conocida como Super Famicom (japonés: スーパーファミコン, Hepburn: Sūpā Famikon), mientras que en Corea del Sur fue comercializada por Hyundai bajo el nombre de Super Comboy (hangul: 현대 슈퍼 컴보이, romanización revisada: Hyeondae Syupeo Keomboi). En Rusia y los países del CEI, fue distribuida por Steepler entre 1994 y 1996. Si bien todas las versiones de la consola son idénticas por dentro, poseen un bloqueo regional que impide jugar a títulos de regiones distintas a la del sistema.
La consola introdujo mejoras gráficas y sonoras en comparación a otros sistemas de la época, tales como la Sega Mega Drive/Genesis, su gran rival durante la conocida como era de los 16 bits. Super Nintendo recibió críticas mayoritariamente positivas y fue un éxito a nivel mundial. Con más de 49,1 millones de unidades, se convirtió en la consola más vendida de su generación pese a su lanzamiento tardío con respecto a su principal competidora. El también demorado lanzamiento de su sucesora: Nintendo 64, en 1996, permitió que Super Nintendo fuera la consola principal de Nintendo durante parte de la era de los 32 bits.
Su videojuego más vendido fue Super Mario World que, con más de 20,6 millones de unidades vendidas, solía estar incluido con la compra de la consola en algunas regiones. Respecto a juegos que nunca fueron vendidos junto a la consola, Street Fighter II: The World Warrior fue el juego más vendido con 6,3 millones de unidades.
Fue descontinuada en el año 1999 en todos los países excepto Japón y Corea del Sur, donde fue descontinuada en 2003. Varios de sus juegos han sido relanzados virtualmente a través de la Consola Virtual en Wii en 2006, Wii U en 2013 y New Nintendo 3DS en 2016. En 2019 fueron lanzados algunos títulos en Nintendo Switch a través del servicio en línea Nintendo Switch Online.

## Historia
Durante mediados de la década de 1980, Nintendo había consolidado el mercado de videojuegos dentro y fuera de Japón a través de su consola Nintendo Entertainment System (Famicom en Japón) con importantes políticas y estrategias de comercialización. Gracias a ello, en 1986, había ayudado a revitalizar la industria en Estados Unidos, después de que esta estuviera en un periodo de crisis financiero comenzado en el año 1983, colocándose en una posición dominante en el mercado, en comparación con otras compañías (en la mayoría nacionales como Atari) que habían quebrado o perdido una importante confianza y presencia económica a causa de los embates provocados por la mencionada crisis; la compañía habría logrado penetrar en otros mercados, principalmente Europa y Asia, gracias a una estratégica asociación con diferentes compañías para la distribución de sus consolas.
A finales del 1987 la situación en el mercado japonés presentaba cambios, el 30 de octubre de ese mismo año la compañía Hudson Soft en asociación con el fabricante de industria electrónica NEC lanzarían al mercado la consola PC Engine (que sería conocida en otros mercados como el TurboGrafx-16), presentando un diseño compacto, un hardware y gráficos superiores en comparación con la NES, siendo ya un competidor directo. El interés de NEC en entrar en el mercado de los videojuegos coincidió con el intento fallido de Hudson para vender diseños de chips gráficos para Nintendo. Por otro lado, Sega era otra compañía que venía compitiendo desde hace años por consolidar una consola de videojuegos en el mercado japonés, después de haber realizado fracasados intentos en el lanzamiento y comercialización de otras consolas en el pasado: la SG-1000 en 1983, Sega Mark III en 1985 y Sega Master System en 1986, la compañía decide diseñar y comercializar una nueva consola basada en la arquitectura de 16 bits que pudiera rivalizar superiormente a Nintendo, basándose en el hardware de sus propios sistemas de arcade de aquellos años, el desarrollo de la nueva consola daría frutos y el 29 de octubre de 1988 sería lanzada Sega Mega Drive, siendo un sistema que ofrecía un procesador, gráficos completamente en 16 bits y una calidad de audio superior. Aunque esas dos consolas no podían competir verdaderamente con la Famicom cuando salieron a la venta, los ejecutivos de Nintendo consideraron replantearse su posición una vez que sus competidores podían ofrecer nuevos sistemas verdaderamente superiores a su consola.
En algún momento de 1987, Masayuki Uemura, el diseñador de la Famicom original, centró su trabajo en el desarrollo de lo que sería la nueva consola de Nintendo. Mientras tanto, Ken Kutaragi diseñaría una parte importante en el nuevo sistema, el sonido, participando en el desarrollo de un potente chip de sonido que más tarde sería conocido como SPC700, trabajo que se mantuvo en secreto pues Ken era trabajador de Sony y había aceptado trabajar en secreto para Nintendo. La situación se tensó una vez que Sony descubrió el proyecto en 1988, pero se permitió continuar toda vez que el entonces CEO de Sony, Norio Ohga, permitió a su empleado continuar trabajando en conjunto para Nintendo.

### Presentación
El 9 de septiembre de 1987, el entonces presidente de Nintendo: Hiroshi Yamauchi, anunció que la empresa se encontraba desarrollando la sucesora de Famicom en el periódico Kyoto Shimbun. El 21 de noviembre de 1987 fue presentado ante la prensa japonesa el prototipo real de la consola conocida como "Super Famicom Computer". La presentación incluiría además de la demostración de las capacidades gráficas de rotación y escalado (capacidad de renderización pseudo-3D), conocido como el "Modo 7" a través de un juego prototipo llamado DragonFly, que sería el precursor del videojuego Pilotwings; el lanzamiento previsto sería durante el mes de julio de 1988.
El 30 de agosto de 1988, ante la imposibilidad de cumplir la fecha de lanzamiento prevista, Yamauchi anunció en una entrevista con TOUCH Magazine el desarrollo de Super Mario Bros. 4 (posteriormente conocido como Super Mario World), Dragon Quest V y tres juegos originales. También proyectó unas ventas de 3 millones durante las primeras semanas de venta de la consola. La revista Famicom Hisshoubon especuló que el anuncio anticipado de Yamauchi se realizó para dinamitar las ventas navideñas de PC Engine, ya que Enix estaba esperando las cifras de ventas para elegir en qué consola desarrollar el siguiente juego de su franquicia Dragon Quest.
Nintendo realizó dos demostraciones a la prensa, la primera el 21 de noviembre de 1988, mientras que la segunda se llevó a cabo el 28 de julio de 1989, donde se mostró el prototipo del videojuego Super Mario World, se confirmaría que el lanzamiento de la consola se pospondría hasta el año 1990.

### Lanzamiento
La Super Famicom se lanzó en Japón el miércoles 21 de noviembre de 1990 por 25 000 yenes (210 dólares estadounidenses). Fue un éxito inmediato; las primeras 300.000 unidades se vendieron en apenas horas, y como consecuencia de la perturbación social generada, el gobierno japonés pidió a las empresas de videojuegos que planificaran los futuros lanzamientos de consolas en fin de semana. El lanzamiento del sistema también llamó la atención de la mafia japonesa (Yakuza), tomándose la decisión de distribuir el producto por la noche para evitar el robo.
Las ventas de Super Famicom superaron rápidamente a la competencia, reafirmando la posición de Nintendo como líder del mercado de consolas japonés. El éxito de Nintendo se debió en parte a la retención de las desarrolladoras clave de su sistema anterior, incluyendo Capcom, Konami, Tecmo, Square, Koei, y Enix.

"Sin embargo, el factor clave de las ventas fue el juego que venía con la consola SNES - Super Mario World".

El 23 de agosto de 1991 se lanzó Super Nintendo Entertainment System (Una versión rediseñada de Super Famicom) en Norteamérica por 199 dólares. La SNES se lanzó en Reino Unido e Irlanda en abril de 1992 al precio de 150 libras esterlinas, semanas más tarde se lanzó también en Alemania. En Brasil en 1992 por Playtronic, una joint venture entre la empresa de juguetes Estrela y la compañía de electrónica de consumo Gradiente. La mayoría de las versiones PAL de la consola usaron el diseño japonés de Super Famicom, excepto por el etiquetado y la longitud del cable del mando.
Super Famicom y SNES se lanzaron con pocos juegos, pero estos fueron bien recibidos en el mercado. En Japón, solo dos juegos estaban inicialmente disponibles: Super Mario World y F-Zero. En Norteamérica, Super Mario World se lanzó en un pack con la consola y otros títulos de lanzamiento; incluidos F-Zero, Pilotwings (ambos demostraban el "Modo 7" de capacidad de renderización pseudo-3D), SimCity, y Gradius III.

### Competencia con Sega (Guerra de Consolas)
La rivalidad entre Nintendo y Sega dio lugar a lo que se ha descrito como una de las guerras de consolas más notables en la historia de los videojuegos. Mientras que en Japón Sega se mantuvo distante en el mercado de videojuegos, en Norteamérica se mantendría dominante con su consola Sega Genesis, nombre que recibió la videoconsola Mega Drive en Norteamérica, desarrollando importantes campañas publicitarias agresivas en contra de Nintendo a partir del año 1989, una de las más recordadas por el público americano fue la campaña publicitaria llamada "Genesis does what Nintendon't" (en español: "Genesis hace lo que Nintendo no") que demostraba las capacidades técnicas superiores de la consola de Sega en 16 bits y un extenso catálogo de videojuegos deportivos frente a las capacidades en 8 bits de la consola NES con sus videojuegos licenciados de títulos arcade. Sin embargo uno de los factores claves del éxito de la Genesis en Estados Unidos fue la incorporación del videojuego Sonic the Hedgehog en el paquete de la consola en 1991, el título logró tener críticas favorables y ayudó a que varios jugadores compraran la consola Genesis en lugar de la SNES. Para 1992, Nintendo tendría que enfrentarse ahora con un rival ya establecido en los mercados americanos y europeos durante algunos años, en Norteamérica no lograría consagrarse hasta el año 1994.

### Cambios en la política
Si bien las prácticas realizadas por Nintendo sobre la retención de licencias y desarrolladores de videojuegos durante la época de la NES ayudaba con ello a las ventas, éstas no pudieron sostenerse en los años 90 debido a la competencia con las consolas de Sega. En el año 1991, la compañía Acclaim lanzaría nuevos títulos para ambas plataformas mientras otras compañías como Capcom decidieron licenciar videojuegos a terceros o a la propia Sega, en lugar de producirlos directamente.
Otro tipo de políticas que cambiaría con el transcurso de los años fue la aplicación de censura a la violencia y sus limitaciones que Nintendo daba a ciertos títulos que saldrían al mercado, principalmente en su filial americana, ya que mantenía una política de limitación de violencia a sus títulos y, por lo tanto, la liberación de un videojuego a sus consolas podrían ser diferentes a sus versiones europeas o japonesas. El videojuego que desafió verdaderamente a esa política sería el título Mortal Kombat en 1993 de la compañía Midway, un éxito de arcades de 1992 sobre peleas que mostraba salpicaduras de sangre y desmembramiento en movimientos finales. Debido a las políticas de Nintendo, el videojuego presentó cambios severos y notables, la sangre y los movimientos violentos fueron eliminados de la versión para SNES, mientras que en Sega eran más abiertos y en lugar de censurar introdujeron cambios moderados en los elementos (cambiando la sangre por sudor) solo para ser cambiados verdaderamente con violencia mediante el uso de un código especial; en consecuencia la versión Sega de Mortal Kombat fue más vendida que la versión de Nintendo.
El caso sobre la violencia en los videojuegos fue más allá, y durante un tiempo se llevó a cabo la creación de un sistema que clasificara los contenidos presentados en los videojuegos, la cual originó la creación de la organización Entertainment Software Rating Board en 1994. Las normas CERO y PEGI aparecieron más tarde en los 2000. Una vez que fue establecido, Nintendo consideró que las políticas sobre censurar títulos ya no eran tan necesarias.

### La era de los 32 bits y más allá
Mientras que otras compañías se estaban moviendo hacia las arquitecturas de sistemas de 32 bits (la Sega Saturn de Sega, la PlayStation de Sony y la Atari Jaguar de Atari), Rare y Nintendo demostraron que SNES era todavía un fuerte competidor en el mercado. En noviembre de 1994, Rare lanzó Donkey Kong Country, un juego de plataformas con modelos 3D y texturas pre-renderizadas en estaciones de trabajo SGI. Con sus detallados gráficos, animación fluida y música de alta calidad, Donkey Kong Country rivalizaba con la calidad estética de los juegos que estaban siendo lanzados en las consolas de 32 bits basadas en CD. En los últimos 45 días de 1994, el juego vendió 6 100 000 unidades, convirtiéndose en el videojuego más rápidamente vendido en la historia hasta esa fecha. Este juego envió el mensaje de que los primeros sistemas de 32 bits tenían poco que ofrecer por encima de SNES, y ayudó a dar paso a consolas más avanzadas.
En octubre de 1997, Nintendo relanza la consola en un modelo más delgado (llamado el modelo SNS-101), que incluía con el videojuego Super Mario World 2: Yoshi's Island, y es considerado como el último modelo lanzado en la región. Un modelo similar llamado "Super Famicom Jr." sería lanzado en 1998 en Japón. El 27 de noviembre de 1997, Nintendo lanza su último título para la consola: Kirby's Dream Land 3. Y un año después se lanza su último videojuego Frogger de 1998. Finalmente la producción de las consolas terminaría en el año 1999 en Norteamérica y en 2003 en Japón.
Con la existencia de sistemas más potentes y avanzados con el pasar de los años, varios títulos fueron portados a las consolas de posteriores generaciones e incluso a otros tipos de sistemas, varios de ellos comenzaron por medio de la emulación en sistemas operativos de PC y más tarde a otras consolas de Nintendo, el primero de ellas fue en la consola portátil Game Boy Advance y después en la consola Wii en el 2005 por medio de la consola virtual, actualmente también está disponible en la Wii U y en la Nintendo 3DS.
El 31 de octubre de 2007, Nintendo de Japón anunció que dejaría de reparar consolas Super Famicom debido a una escasez cada vez mayor de las piezas necesarias.

## Hardware
El diseño de la Super Nintendo / Super Famicom fue inusual en su época. Contaba con un procesador que supuestamente no era (o no parecía) demasiado potente, relativamente, para su época (en realidad más complejo y menos conocido) pero bastante eficiente, ayudado por potentes chips propios para el procesamiento de sonido y vídeo, también llamados chips de apoyo. Esto es común en el hardware de videojuegos de hoy en día, pero fue nuevo para los desarrolladores de videojuegos, y como primer resultado los juegos de terceras compañías tuvieron poca calidad técnicamente hablando. Los desarrolladores se acostumbraron a su sistema más adelante para así poder utilizarlo a su máxima capacidad, demostrando que su CPU era capaz de brindar buenos resultados.
La CPU o procesador principal de la consola es una Ricoh 5A22, basado en el procesador WDC W65C816 de 16 bits, misma que pertenece a la arquitectura de la familia de procesadores MOS Technology 6502. Cabe recordar que su CPU es una modificación del WDC 65C816, es un derivado del 65C816 de 16 bits, y por lo tanto tiene características adicionales que un WDC 65C816 normal, lo que la hace una CPU algo más completa. Esta CPU tiene un bus de datos de 8 bits y dos buses de dirección. El "Bus A" de 24 bits se usa para accesos generales, mientras que el "Bus B" de 8 bits se usa para acceder a registros de chips de soporte tales como los coprocesadores de video y audio. El WDC 65C816 (en este caso Ricoh 5A22) también admite una unidad DMA de 8 canales ; un puerto de E / S paralelo de 8 bits, un circuito de interfaz de puerto del controlador que permite el acceso en serie y paralelo a los datos del controlador; una unidad de multiplicación y división de 16 bits; y circuitos para generar interrupciones no enmascarables en V-blank e interrupciones IRQ en posiciones de pantalla calculadas. Tiene una latencia extremadamente baja (algo beneficioso), ya que sólo necesita 1 ciclo de espera (8 MHz) para poder operar externamente, e igualmente necesita muy pocos ciclos para ejecutar eficientemente su reducido set de instrucciones, es muy flexible y eficiente. Funciona a una velocidad de reloj variable que van de 1.79, 2.68 MHz, o hasta los 3.58 MHz en regiones NTSC y 1,77 MHz, 2,66 MHz o 3,55 MHz en regiones PAL. Como procesamiento de vídeo se emplea el uso de dos circuitos cerrados separados, el S-PPU1 y el S-PPU2, su funcionamiento va estrechamente vinculados por lo que no pueden funcionar separadamente uno del otro, puede generar una paleta de 32.768 colores así como también diferentes efectos para los gráficos. La unidad de sonido es empleada mediante el uso del chip Sony SPC700 (también llamado Nintendo S-SMP) junto con el chip S-DSP de ocho canales de sonido, puede generar simultáneamente o individualmente diferentes efectos de sonido como el eco o modulación de tonos, con un buen resultado. El sistema contiene respectivamente con 128 KB de Ram utilizados para la memoria principal, 64 KB en vídeo y 64 KB para el sonido.
La arquitectura de Super Nintendo permitía hacer avances tecnológicos en los videojuegos, gracias a su arquitectura podía permitir que los cartuchos de los juegos implementaran chips de apoyo, y que muchos de los juegos necesitasen menos megas (más megas no significaba ser superior, podría ser porque la consola los necesitaba o para añadir extras diferentes).Gracias a su arquitectura general (el procesador y co-procesadores) tenía como resultado, en la mayoría de los juegos, gráficos y efectos complejos. Su CPU junto con los chips de apoyo ofrecía una consola muy potente y eficiente. El hardware en conjunto de la Super Nintendo llegó a ofrecer tecnología de alta calidad.

### Especificaciones técnicas
| Unidad central de proceso | Unidad central de proceso | Unidad central de proceso |
| --- | ------------------------- | ------------------------- |
| Procesador Ricoh 5A22, basado en el procesador WDC W65C816 de 16 bits. - Velocidad de reloj: 1.79, 2.68 MHz, o 3.58 MHz (NTSC); 1,77 MHz, 2,66 MHz o 3,55 MHz (PAL). - Memoria RAM principal: 128 KB. Características adicionales: - DMA y HDMA. - Programado IRQ. - Procesamiento paralelo I / O. - Multiplicación y división de hardware. |                           |                           |
| Sonido |                           |                           |
| Coprocesador de sonido: Sony SPC700 de 8 bits. - Velocidad de reloj: 1.024 MHz. - Extensión del archivo para emulación: .spc - Tamaño de Rom de arranque: 64 bytes. - Audio RAM: 512 Kb (64 KB) (compartida entre los dos chips). |                           |                           |
| Procesador digital de sonido: S-DSP de 16 bits. - Canales de sonido: 8. - Formato de sonido: ADPCM, usa samples en forma de onda comprimidos mediante el algoritmo de compresión BBR. - Calidad de sonido: 32 kHz de 16 bits en estéreo. - Tiempo de Ciclo de Memoria: 279 ns. - Efectos de sonido: Panning de voces, envolvente acústico, eco, generación de ruido y modulación de tono. - Modulador de pulsos de códigos: 16 bits. |                           |                           |
| Vídeo |                           |                           |
| Circuitos S-PPU1 y S-PPU2, unidades de procesamiento de imagen de 16 bits. - Paleta: 32 768 Colores. - Colores en pantalla: 256. Según el modo gráfico: ejemplo, 241 en mode 1 o 256 en modo 7, sin contar sub-blending. - Resolución: 256x224 a 512x448. La mayoría de los juegos usan 256x224 píxeles; había trucos de programación para obtener 512x448, pero en condiciones más limitadas que el modo 256x224 por lo que era usado muy pocas veces. - Máximos sprites en pantalla: 128 (32 por línea). - Máximo número de píxeles de sprites en un scanline: 256. El generador de imágenes tiene un error de software el cual se deshacía de los sprites más cercanos en vez de los más lejanos si un scanline excedía el límite. - Modos de pantalla más comunes: Modo 1 texto píxel a píxel (16 colores por tile; 3 capas de scroll) texto affine mapped, modo 7 (256 colores por tile; una capa de rotación/escalado). - Vídeo RAM: 64 Kb. |                           |                           |
| Alimentación |                           |                           |
| Las fuentes de alimentación varían dependiendo de los modelos liberados en los diferentes mercados. - Transformador de entrada en los modelos europeos y australiano: 230 V AC, 50 Hz, 17 W. - Transformador de entrada en los modelos norteamericanos: 120 V AC, 60 Hz, 17 W. - Transformador de entrada en el modelo brasileño: 120/220 V AC, 60 Hz, 12 W. - Transformador de entrada en los modelos japoneses: 100 V AC, 50/60 Hz, 17 W, 18 VA. - Transformador de entrada en el modelo surcoreano: 110/220 V AC, 60 Hz, 18 VA. - Transformador de salida: 9 V AC 1.3 A para las versiones europeas y la australiana. - Transformador de salida: 10 V DC, 850 mA y polaridad negativa para las versiones japonesa, norteamericana y surcoreana. - Transformador de salida: 9.3 V DC, 850 mA y polaridad negativa para la versión brasileña. - Conector DC hembra de 9.5 mm (longitud), 5.5 mm (diámetro exterior) y 2.5 mm (diámetro interior) para las versiones PAL. - Conector DC hembra de 9.5 mm (longitud), 5.5 mm (diámetro exterior) y 2.1 mm (diámetro interior) para las NTSC japonesas. - Conector DC macho de 9.5 mm (longitud) con pin interior central para las consolas americanas y la surcoreana. |                           |                           |
| Controladores y conectores |                           |                           |
| La consola dispone de los siguientes conectores: - Puerto para controladores de siete pines en el frontal de la máquina (2). - Respuesta del controlador: 16 ms. - Puerto de salida de audio/vídeo Nintendo A/V Multi Out (1) (algunos modelos incluían una tapa protectora para este puerto). - Bahía para dispositivos externos (1) (Puerto EXT situado en la base de la consola). - Entrada de AC 9 V por conector DC macho de 5.5 mm (diámetro interior) y 2.5 mm (diámetro del pin central) para las PAL (1). - Entrada de DC 10 V por conector DC macho de 5.5 mm (diámetro interior) y 2.1 mm (diámetro del pin central) para las NTSC japonesas (1). - Entrada de DC 10 V por conector DC hembra para las versiones americanas y la surcoreana (1). - Salida A/V de radiofrecuencia (RF) (1) (eliminada en las versiones compactas, en algunas versiones del modelo SNSN-001(KOR) y en el modelo SNSP-001A(FRA)). - Conector o ranura para cartuchos de juego. |                           |                           |
| Botones |                           |                           |
| La consola dispone de los siguientes botones: - Botón POWER de encendido y apagado por pulsación horizontal. - Botón RESET retáctil para reiniciar el juego. - Botón EJECT retáctil para extracción de un cartucho con la consola apagada (eliminado en las versiones Jr.). - Selector de canal de radiofrecuencia de salida entre dos frecuencias distintas disponibles (eliminado en las versiones Jr., en algunas versiones del modelo SNSN-001(KOR) y en las consolas PAL modelos SNSP-001A(FRA), SNSP-001A(UKV) y SNSP-001A(AUS)). |                           |                           |

### Carcasa de la consola y sus diferencias regionales
Al igual que su consola predecesora, la consola tiene diferencias en el diseño de su carcasa, particularmente en la liberación americana donde tiene un diseño totalmente diferente a sus contrapartes japonesa, europea, australiana y surcoreana. El diseño para su versión norteamericana fue elaborado por la compañía de diseño industrial Lance Barr y fue realizado con el fin de evitar de colocar alimentos y bebidas o algún tipo de objeto sobre la base de la consola, algo que si había sucedido con su consola predecesora NES. Los cambios más notorios en la consola son las siguientes:
| Super Famicom                                         | Super NES americana                                           | Super Nintendo PAL | Hyundai Super Comboy                                     | New-Style Super NES                                     | Super Famicom Jr.                                |
| Versión original japonesa modelo SHVC-001 (1990-1998) | Versión americana modelos: SNS-001 SNSM-001 (BRA) (1991-1997) | Versión PAL modelos: SNSP-001A(FRG) SNSP-001A(UKV) SNSP-001A(ITA) SNSP-001A(FRA) SNSP-001A(SCN) SNSP-001A(AUS) (1992-1998) | Versión surcoreana modelo HGM-3000(SNSN-001) (1992-2003) | Versión norteamericana "Jr." modelo SNS-101 (1997-1999) | Versión Jr. japonesa modelo SHVC-101 (1998-2003) |

Logotipo oficial usado en la versión japonesa.

- Logotipo oficial usado en la versión japonesa.Versión japonesa: el Super Famicom presenta un diseño redondeado de color blanco con una base en la parte superior de color gris, contiene el logotipo de la consola de cuatro colores: verde, azul, rojo y amarillo ubicado en la parte superior derecha de la consola, misma que también representa a los cuatro botones A-B-X-Y del mando o control del sistema.[48] La longitud de los cables empleados para el sistema es la más corta en comparación con las demás versiones. Aunque todas las Super Famicom son de la misma calidad, Nintendo realizó dos producciones independientes: las consolas fabricadas en Japón, cuyos números de serie empiezan por la letra "S", y las fabricadas en China, cuyos números de serie empiezan por las letras "SM". El sistema de vídeo empleado por esta consola es el NTSC, variante NTSC-J.

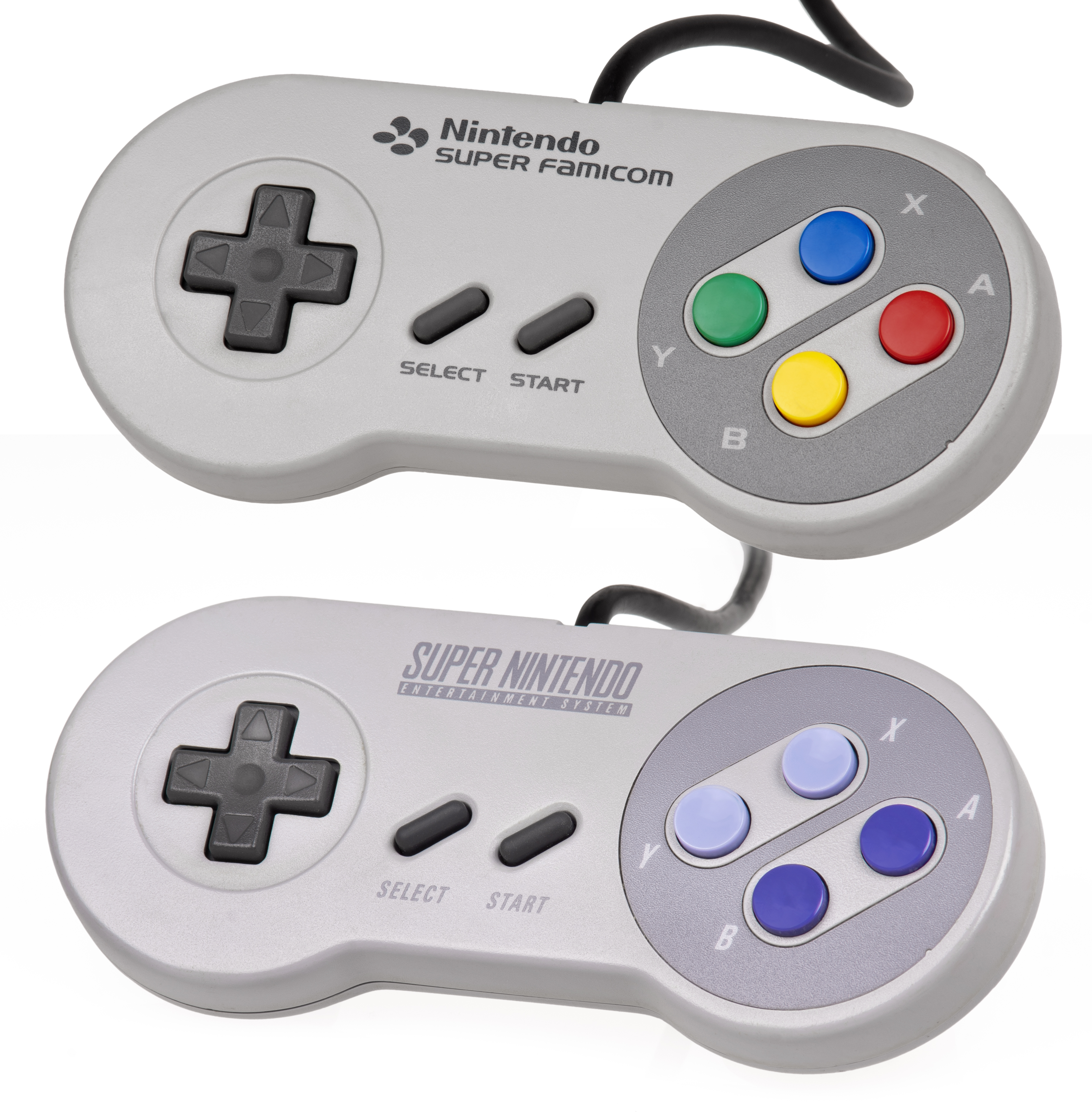
Dos controles donde se muestran sus simples diferencias en el diseño; en la parte de arriba: mando modelo SHVC-005 para la Super Famicom, abajo: mando modelo SNS-005 para la Super NES americana.

- Dos controles donde se muestran sus simples diferencias en el diseño; en la parte de arriba: mando modelo SHVC-005 para la Super Famicom, abajo: mando modelo SNS-005 para la Super NES americana.Versión americana: la consola Super NES es la que presenta un diseño totalmente diferente a las demás versiones, la base de la carcasa se presenta con una superficie curva en el área de la ranura del cartucho, esto con el fin de evitar colocar algún elemento u objeto en la consola que pudiera ocasionar alguna descompostura como líquidos o alimentos,[49] los colores de los botones de la carcasa de encendido y reinicio son morados, el interruptor de expulsar los cartuchos es de color gris. Mientras tanto, en el control los botones A-B son de color morado con un relieve convexo y los botones X-Y son de color lavanda. Al igual que la carcasa, los cartuchos americanos presentan una diferencia en el diseño, la cual genera una incompatibilidad a nivel físico para los cartuchos de las versiones japonesas, PAL y surcoreanas, aunque puede solucionarse mediante el uso de adaptadores o realizando una modificación en la ranura del cartucho.[52] De la versión americana existe el modelo SNSM-001(BRA) diseñado para el mercado brasileño y producido en Manaos por la compañía Playtronic. Este modelo brasileño fue el único modelo SNES fabricado fuera de Japón.[50] Del modelo SNS-001 hay dos versiones, la SNS-USA y la SNS-US/CAN vendidas en el mercado estadounidense. El sistema de vídeo empleado por esta consola es el NTSC, variante NTSC-M.

- Versión Jr. japonesa y americana: las versiones junior de la consola son rediseños en menor tamaño y peso. Tanto la versión americana como la japonesa presenta el mismo diseño, solo diferenciadas en el tamaño y forma de la ranura del puerto o conector donde se insertan los cartuchos y en el color empleado para los botones de la carcasa y de los controles para sus respectivas regiones. Aunque popularmente se conoce a la versión norteamericana como "Jr.", "Mini" o "SNES 2", esta versión es considerada por Nintendo como una SNES más con un nuevo diseño y modelo, estando referenciada oficialmente como la "New-Style Super NES",[53] mientras que la versión japonesa sí fue nominada oficialmente como la "Super Fámicom Jr.". Este modelo nunca fue lanzado en versión PAL.

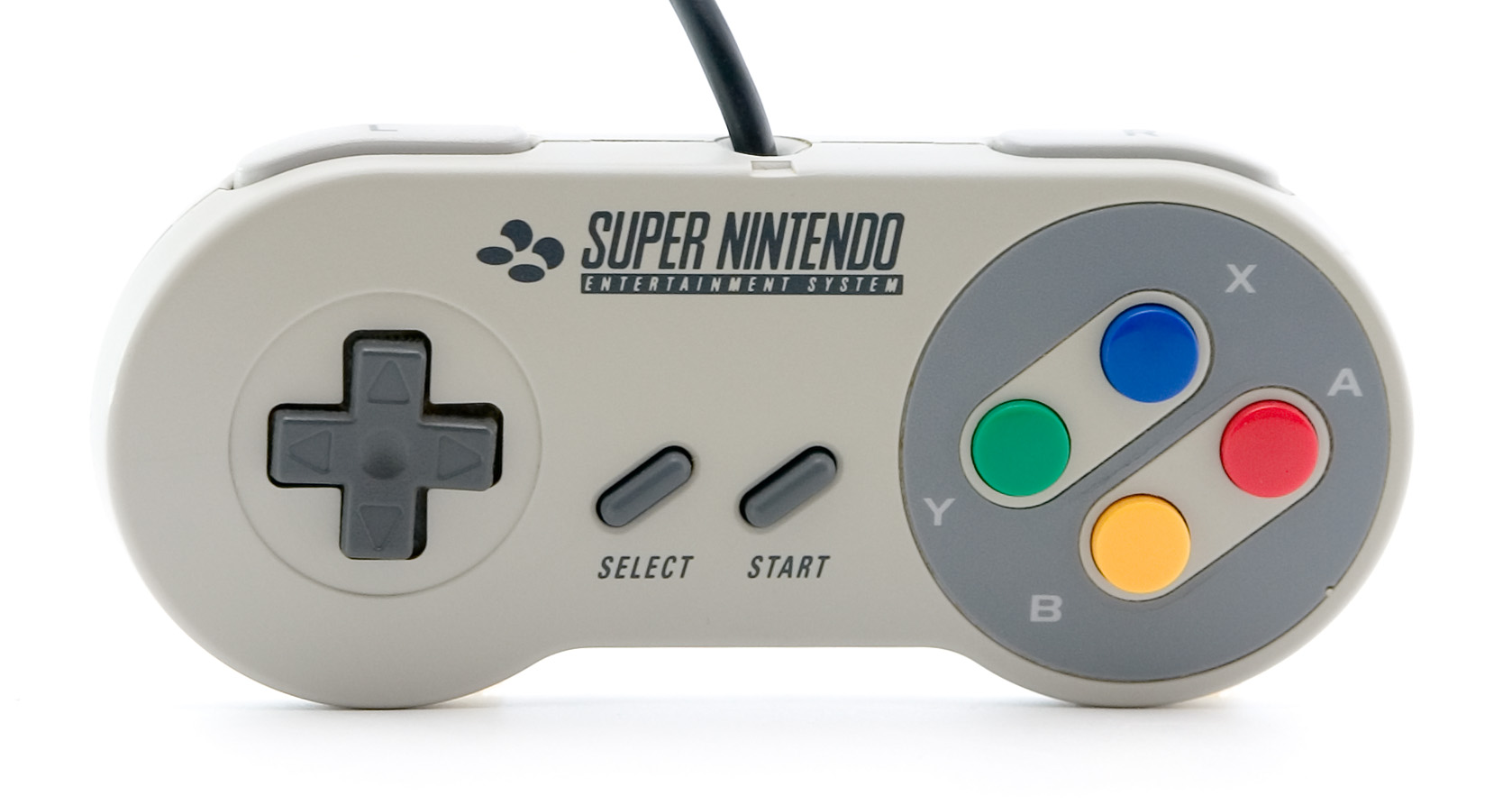
Mando original, modelo SNSP-005, para la Super Nintendo PAL, cuyos botones usan los mismos colores que en las versiones Super Famicom, Super Famicom Jr. y Hyunday Super Comboy.

- Mando original, modelo SNSP-005, para la Super Nintendo PAL, cuyos botones usan los mismos colores que en las versiones Super Famicom, Super Famicom Jr. y Hyunday Super Comboy.Versión PAL: si bien esta versión presenta un diseño igual a su contraparte japonesa, esta está diseñada para televisiones PAL, una forma diferente de transmisión de video análoga empleada en la mayoría de los países europeos y en Australia. Debido a esa diferencia en el tipo de señal de vídeo, la consola emplea un bloqueo regional para evitar el uso de cartuchos de las regiones americanas, japonesa y surcoreana que utilizan el protocolo de transmisión en vídeo NTSC. La versión PAL es la que dispone de más modelos, habiendo pequeñas diferencias entre ellos en el diseño. El modelo italiano SNSP-001A(ITA) tiene dos versiones: la SNSP-ITA y la (CE)SNSP-ITA; el modelo francés SNSP-001A(FRA) tiene dos versiones: la SNSP-FRA y la SNSP-FRA-1; el modelo del Reino Unido SNSP-001A(UKV) tiene dos versiones: la SNSP-UKV y la (CE)SNSP-UKV. El modelo SNSP-001A(SCN) fue vendido en los países nórdicos y el SNSP-001A(AUS) en Australia. El modelo SNSP-001A(FRG) tiene distintas versiones, dependiendo del país donde se vendiera (versión indicada en la etiqueta de la base de la consola) y del año de producción, habiendo sido vendida la versión SNSP-ESP en España, la SNSP-NOE en Alemania, la SNSP-FRG en Austria y otros países del norte de Europa, la SNSP-HOL en los Países Bajos, la SNSP-GPO en Grecia y la (CE)SNSP-FRG en varios países de Europa. Todas las consolas producidas desde finales de 1994 en adelante, disponían de las nuevas revisiones de placas que engloban lo que se han vendido a llamar las "consolas 1CHIP", que emiten una la señal de vídeo más nítida y de mayor calidad que a las consolas anteriores cuyas placas no son "1CHIP". A diferencia de las consolas con el sistema NTSC, la Super Nintendo PAL no emite la señal de sincronismo compuesto (pin 3 del puerto Multi Out) y solo puede utilizar, para la señal RGB, los sincronismos de la señal de video compuesto o la de S-Video, lo que hace que la imagen contenga algo de ruido y no sea tan nítida como podría verse en las versiones NTSC.

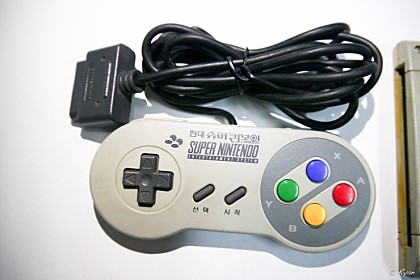
Mando de la consola Hyundai Super Comboy con los botones del mismo color que las versiones japonesa y PAL, aunque con texto en coreano.

- Mando de la consola Hyundai Super Comboy con los botones del mismo color que las versiones japonesa y PAL, aunque con texto en coreano. Versión surcoreana: para la distribución y venta en el mercado de Corea del Sur, Nintendo le cedió su licencia a la empresa surcoreana Hyundai Electronics. Debido a esto, el nombre de la consola adopta en este país el nombre oficial de Hyundai Super Comboy, aunque también se incluye el nombre "Super Nintendo Entertainment System" en la consola, indicándose la versión de esta en la caja oficial de la consola y bajo el texto "Korean Version", lo que convierte a este modelo en otra versión más de SNES. En cuanto al diseño de la carcasa, esta versión tiene el mismo que los modelos PAL y Super Famicom, y utiliza la señal de vídeo NTSC, siendo esta versión totalmente compatible con los juegos de Super Famicom. También destaca la utilización del mismo conector DC que los modelos SNES americanos y el texto en coreano de los botones de la consola en algunas de las versiones. Los primeros modelos de la consola tienen el código SNSN-001(KOR), mientras que las posteriores fueron etiquetadas como modelo HGM-3000(SNSN-001).

- Unas consolas SNES con el problema del cambio de color causado por la oxidación del plástico.

### Oxidación de la carcasa
Algunas consolas tanto la Super Famicom como la SNES originales comparten un error industrial en el diseño de los componentes empleados para el plástico ABS de la carcasa, ya que es susceptible a la oxidación causada por el contacto con el oxígeno, este problema era más notorio si la consola se exponía por un largo tiempo a la intemperie, la causa era probablemente a una mezcla incorrecta de los aditivos estabilizantes o retardadores de llama. En resumen, el color del plástico de la carcasa cambia a color amarillo por la oxidación. El color puede ser restaurado a veces con luz UV y una solución de peróxido de hidrógeno.

### Bloqueo regional
La consola emplea bloqueos tanto físicos como de hardware para evitar el uso de cartuchos que no sean correspondientes a la región de la consola. El diseño del cartucho en la versión americana es diferente a la versión japonesa, PAL y surcoreana, por lo que emplea un impedimento físico que hace que el cartucho de otra región no se introduzca completamente a la ranura. Solo se puede jugar con cartuchos japoneses en una consola americana si se rompe la traba de seguridad que se detectó en las compuertas de inserción del cartucho. Por otro lado, en la versión PAL la consola emplea el uso de un circuito de cierre que impide el uso de cartuchos americanos y japoneses, aunque el mismo puede solucionarse mediante modificaciones en los chips de vídeo y en el circuito de cierre de la consola. no obstante, esta modificación de los circuitos de vídeo pueden tener resultados no esperados en la resolución de pantalla y en la velocidad del juego, ya que esta puede ser más acelerada. El bloqueo regional puede ser desactivado mediante la modificación del circuito del cierre, aunque esta modificación podía ser detectada en los cartuchos de títulos más actuales, por lo que era necesario del uso de un interruptor para evitar, nuevamente, ese inconveniente.

### Cartucho de los juegos

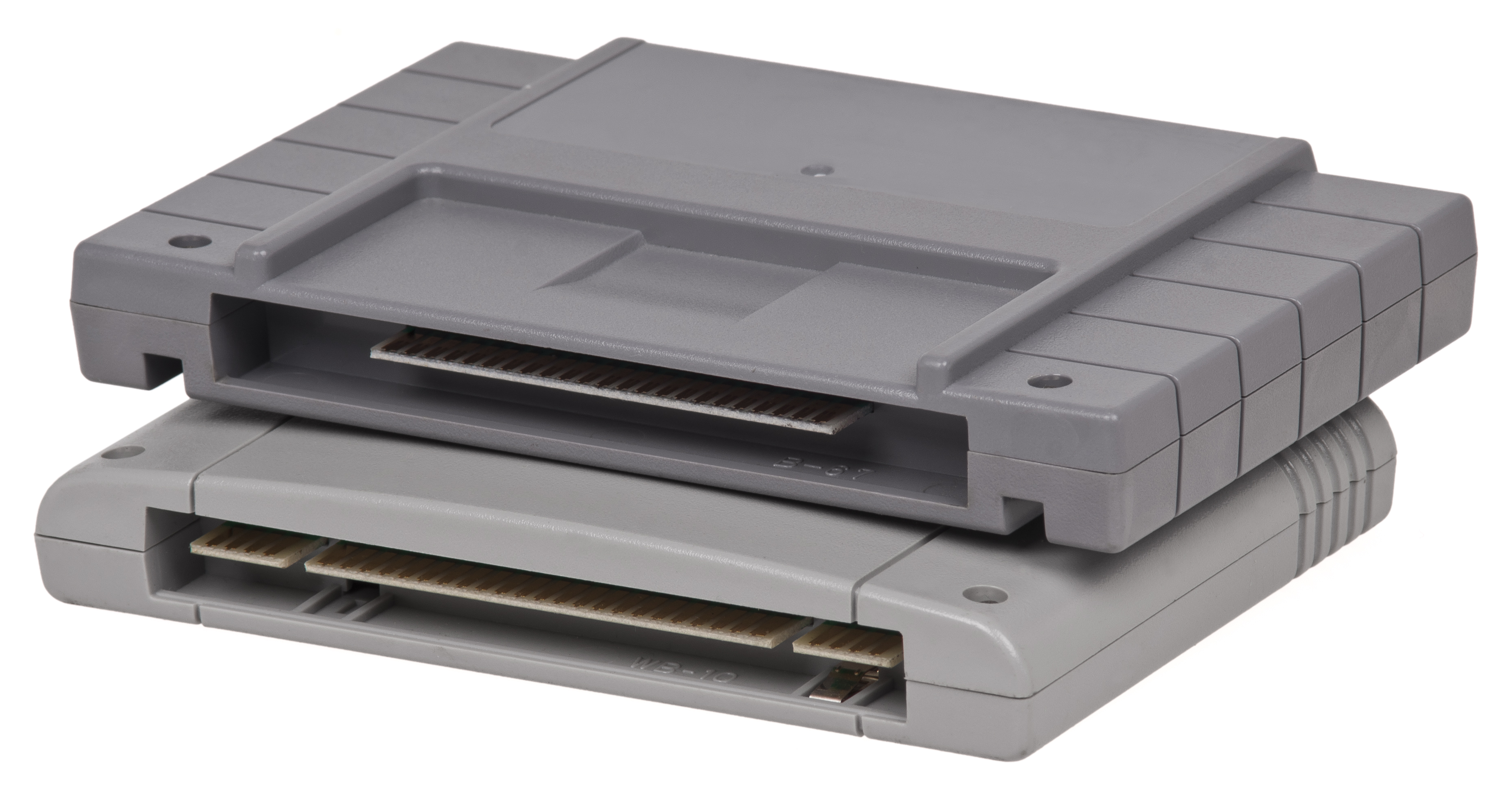
Vista comparativa del diseño de los cartuchos para sus respectivas regiones; arriba: cartucho para el sistema SNES americano, abajo: cartucho para el sistema Super Famicom, cuyo diseño es idéntico al de los sistemas Hyundai Super Comboy y el SNES PAL. En el cartucho de abajo también se muestran los pines opcionales para el uso de chips o coprocesadores de apoyo.

Los cartuchos son el medio de almacenamiento de los juegos empleado para la consola. El tamaño predeterminado en los cartuchos son de 32 Mbit debido a los límites de acceso de los controladores de memoria. Existen juegos como Tales of Phantasia y Star Ocean que logran usar 48 Mbit de información en los cartuchos.
La mayoría de los cartuchos ofrecen otros tipos de prestaciones como la inclusión de una memoria SRAM para guardar información temporal referente a los juegos, más memoria RAM de trabajo adicional, coprocesadores de apoyo y otro tipo de hardware funcional para el sistema.

#### Chips de apoyo
Algunos juegos hicieron uso de chips especiales en el interior de los cartuchos con el fin de aumentar la potencia de la máquina en diferentes aspectos:
- CX4: Mejorar el uso de las transparencias y cálculos trigonométricos. Creado por Capcom y usado exclusivamente en Megaman X2 y Megaman X3.
- DSP1: Mejoras en el Modo 7 y cálculo de vectores. Utilizado en juegos como Super Mario Kart.
- DSP2: Escalado de gráficos. Duplica la velocidad de la SNES. Exclusivo de Dungeon Master.
- DSP3: Descompresión de gráficos. Exclusivo de SD Gundam GX.
- DSP4: Dibujado de circuitos. Exclusivo de Top Gear 3000.
- SA1: Compresor de datos 1:4. Aumenta velocidad de la SNES hasta 10 MHz. Utilizado en juegos como Super Mario RPG, Kirby Super Star y Kirby's Dream Land 3 y en cartuchos-adaptadores de SD Gundam G-Next.
- S-DD1: Compresión de gráficos. Exclusivo de Street Fighter Alpha 2 (Capcom) y Star Ocean (Enix en la era pre-Square-Enix).
- SPC7110: Mejora en algoritmos. Diseñado por Epson y Usado en 4 juegos:
  - Far East of Eden Zero
  - Far East of Eden Zero - Shounen Jump no Shou
  - Momotarou Dentetsu Happy
  - Super Power League 4
- Super FX: Cálculos vectoriales. Aumento velocidad SNES hasta 10,5 MHz. Utilizado en Star Fox (Star Wing en Europa), Dirt Trax, Stunt Race FX y Vortex.
- Super FX 2: Aumento velocidad SNES hasta 21 MHz. Utilizado en Super Mario World 2: Yoshi's Island, Winter Gold, Doom y el cancelado Star Fox 2.
- Seta DSP: Estos chips son creados por Seta Corp. para mejorar la capacidad de IA. Utilizado en 3 juegos según el chip:
  - ST-10: F1 Roc 2
  - ST-11: Hayazashi Nidan Morita Shougi
  - ST-18: Hayazashi Nidan Morita Shougi II
- OBC-1: Manipulación de sprites. Exclusivo de Metal Combat, secuela de Battle Clash.
- S-RTC: Un chip que muestra el reloj en tiempo real. Exclusivo de Daikaijuu Monogatari II.

## Periféricos

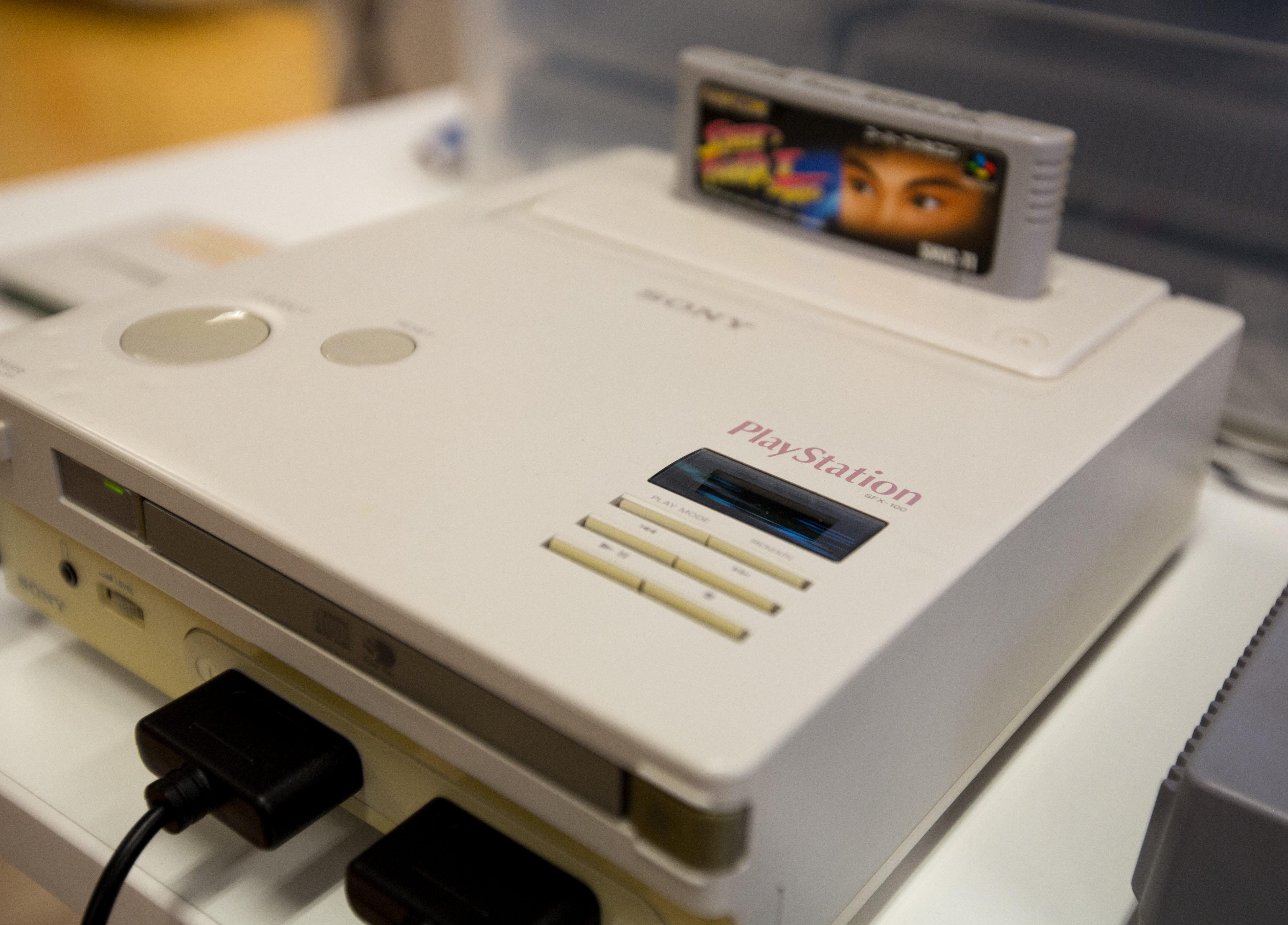
Foto del único prototipo conocido del PlayStation basado en el SNES.

Durante la vida de la SNES, Nintendo contrató a dos empresas diferentes, Sony y Philips, para desarrollar una unidad lectora de CD-ROM para la consola con el objetivo de competir con la Sega CD. Aunque Sony produjo un prototipo de consola SNES-CD, los acuerdos de Nintendo con Sony y Philips se cancelaron, y Philips obtuvo los derechos de lanzar una serie de juegos basados en franquicias de Nintendo (Super Mario y The Legend of Zelda) para su consola multimedia CD-i (ver también: Hotel Mario, Link: The Faces of Evil, Zelda: The Wand of Gamelon y Zelda's Adventure); y Sony continuó desarrollando su propia consola basada en sus tratos iniciales con Nintendo, la PlayStation.

### Accesorios
Durante su periodo de comercialización, un número de accesorios fueron puestos en libertad, la mayoría de ellos fueron fabricados por empresas de terceros para utilizarlos como complementos en determinados títulos de la consola, otras empresas desarrollarían otros tipos de accesorios que modificaban ciertos aspectos de funcionamiento en la consola sin licencia por parte de Nintendo. Los accesorios más destacados de la consola son las siguientes:

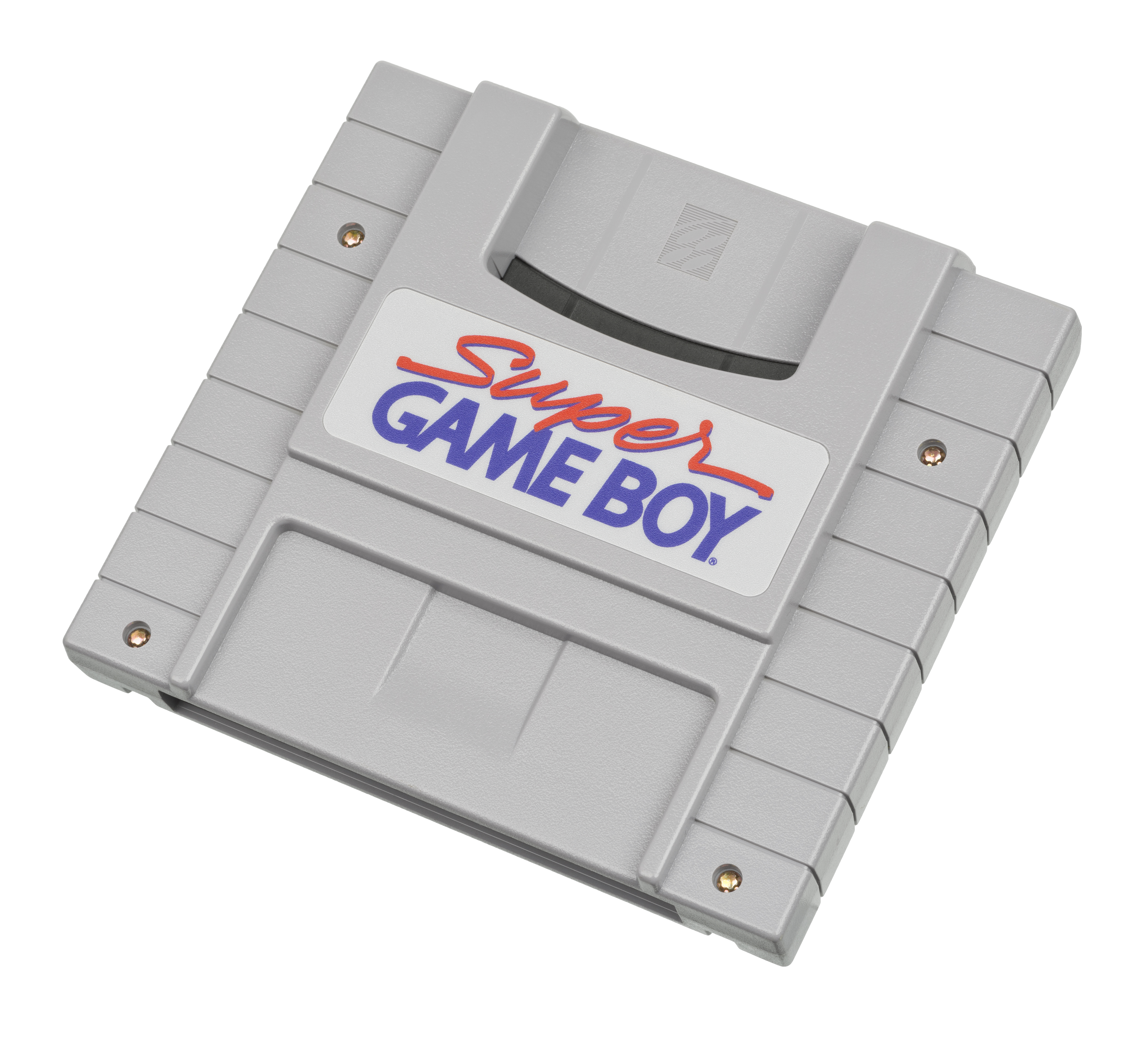
La Super Game Boy permite jugar títulos de la portátil Game Boy por medio de la SNES.

- Conversor de Game Boy, Super Game Boy: permite que los juegos diseñados para portátil de Game Boy puedan ser jugados por medio de la SNES o Super Famicom, permitía además darle color a los juegos
- Super Scope: una pistola de luz inalámbrica semejante a una bazooka
- Ratón de SNES: creado específicamente para el juego de creatividad llamado Mario Paint, aunque también podía ser usado en el Jurassic Park de Ocean y otros juegos.
- Super Multitap: un adaptador para multijugador licenciado por Konami (originalmente Hudson Soft), similar al accesorio de NES, NES Four Score y NES Satellite. Expande los puertos de controladores de la SNES hasta el número de 16 jugadores simultáneos para aquellos juegos que lo soportasen (no obstante, este gran número requiere que varios Multitaps sean conectados unos a otros). Hubo también un Super Multitap 2, pero no funcionaba en consolas PAL y americanas, además de Multitaps creados por terceros.
- Sufami Turbo: un cartucho-adaptador creado por Bandai, que sirve para ejecutar juegos de tamaño Game Boy creados para este adaptador en tierras niponas
- Satellaview: un satmódem que se añadía a la consola Super Famicom a través del puerto de expansión, que fue lanzado únicamente en Japón, el cual permitía descargar software y contenido en línea exclusivo bajo suscripción.
- Diversos adaptadores para permitir jugar títulos o cartuchos japoneses o americanos en consolas europeas (PAL)

### Puerto EXT

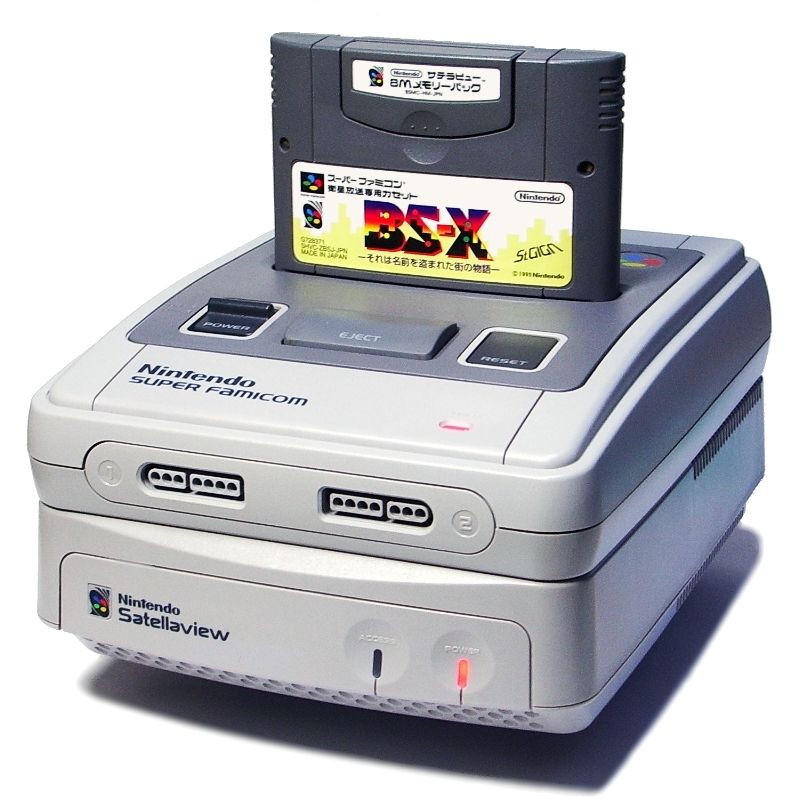
El dispositivo Satellaview funcionando en conjunto con la Super Famicom.

La parte inferior de la consola cuenta con una conexión denominada "EXT". En Japón se publicó un periférico llamado Satellaview que utilizaba este puerto de expansión. Se trata de un módem por satélite con el que los jugadores podían competir en línea con otros usuarios gracias a la frecuencia proporcionada por las emisiones de radio por satélite de St.GIGA. Normalmente, los juegos disponibles para descarga mediante este periférico eran remakes o secuelas de juegos de Nintendo, como Zelda no Densetsu (adaptación del primer Zelda de NES), Zelda no Densetsu Kodai no Sekiban (secuela de A Link to the Past), F-Zero Grand Prix 2, etc.

### Dispositivos de trucos
Dispositivos de trucos de terceros lanzados para la SNES permitían a los jugadores modificar los datos del juego y permitían cosas como vidas infinitas, energía, etc. Todos los dispositivos de trucos fueron hechos por compañías de terceros y ninguno fue licenciado o apoyado por Nintendo.
- Pro Action Replay 2
- Game Genie

## Software
El catálogo de lanzamiento Japonés en 1990 de la Super Famicom fue compuesto por: Super Mario World y F-Zero. En América, en 1991, cinco títulos: Super Mario World, F-Zero, Pilotwings, Gradius III y SimCity.

### Ventas
40 juegos han sobrepasado el millón de unidades vendidas en todo el mundo, algunos solo exclusivos de Japón o Norteamérica, siendo Super Mario World el más vendido con 20 000 000 en los tres mercados principales.
Los diez juegos más vendidos fueron:
- Super Mario World (20 000 000)[62]
- Donkey Kong Country (8 000 000)[63]
- Super Mario Kart (8 000 000)[64]
- Street Fighter II (6 300 000)[65]
- The Legend of Zelda: A Link to the Past (4 610 000)[66]
- Donkey Kong Country 2: Diddy's Kong Quest (4 370 000 aproximadamente, 2 210 000 en Japón,[67] 2 160 000 en EE. UU.)[68]
- Street Fighter II Turbo (4 100 000)[65]
- Super Mario World 2: Yoshi's Island (4 000 000)[62]
- Dragon Quest VI (3 200 000 en Japón)[67]
- Donkey Kong Country 3: Dixie Kong's Double Trouble! (2 890 000 aproximadamente, 1 770 000 en Japón,[67] 1 120  en EE UU)[68]

## Legado

### SNES Classic
El 26 de junio de 2017, Nintendo anunció que, al igual que su antecesora la Nintendo Entertainment System, la consola sería lanzada, en noviembre de 2017, en una versión en miniatura y con 20 juegos preinstalados más uno nunca lanzado: StarFox 2. Esta nueva consola, llamada "Nintendo Classic Mini: Super Nintendo Entertainment System" en Europa, "Nintendo Classic Mini: Super Famicom" en Japón y "Super Nintendo Entertainment System: Super NES Classic Edition" en América, tiene un diseño exterior igual a la Super Nintendo pero de un menor tamaño, aunque la arquitectura del hardware difiere totalmente a la versión original y funciona a través de un software emulador. Esta Nintendo Classic Mini incluye 9 juegos específicamente identificados para modo multijugador y otros dos no identificados en los que se puede desbloquear esta faceta.